# بالبالا
بالبالا یک منطقهٔ مسکونی در جیبوتی است که در جیبوتی (شهر) واقع شده‌است. بالبالا ۲۲۳٬۰۴۳ نفر جمعیت دارد و ۶۰ متر بالاتر از سطح دریا واقع شده‌است.